# Joachim Herrmann (Politiker, 1928)

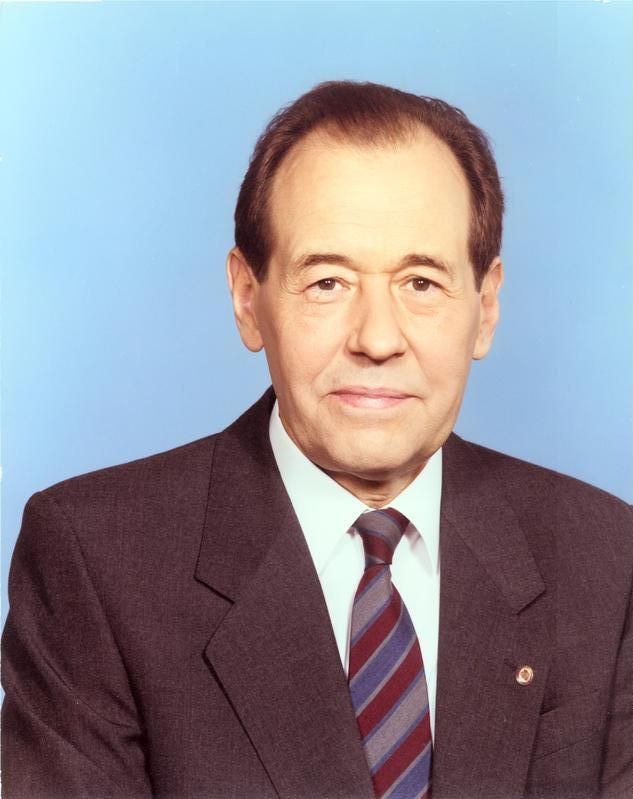
Joachim Herrmann, 1988

Joachim Herrmann (* 29. Oktober 1928 in Berlin; † 30. Juli 1992 ebenda) war ein deutscher Journalist und DDR-Politiker der SED. Er war Chefredakteur des Neuen Deutschland und Mitglied des Politbüros des Zentralkomitees der SED. Als Leiter der Abteilung Agitation des ZK war es ab 1978 Herrmanns Aufgabe, die DDR-Presse im Sinne der politische Linie der SED zu kontrollieren.

## Leben

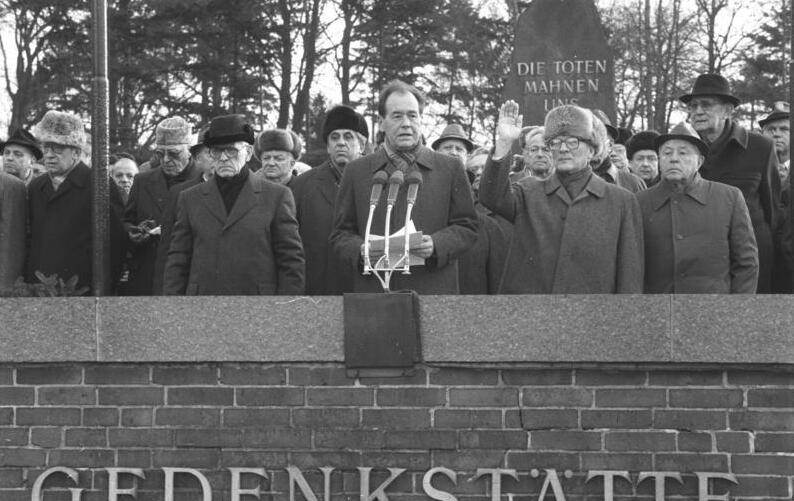
V. l. n. r. Willi Stoph, Joachim Herrmann (Redner), Erich Honecker, Erich Mielke am 15. Januar 1989 bei der Gedenkfeier zum 70. Jahrestag der Ermordung von Karl Liebknecht und Rosa Luxemburg in der Gedenkstätte der Sozialisten in Berlin-Friedrichsfelde

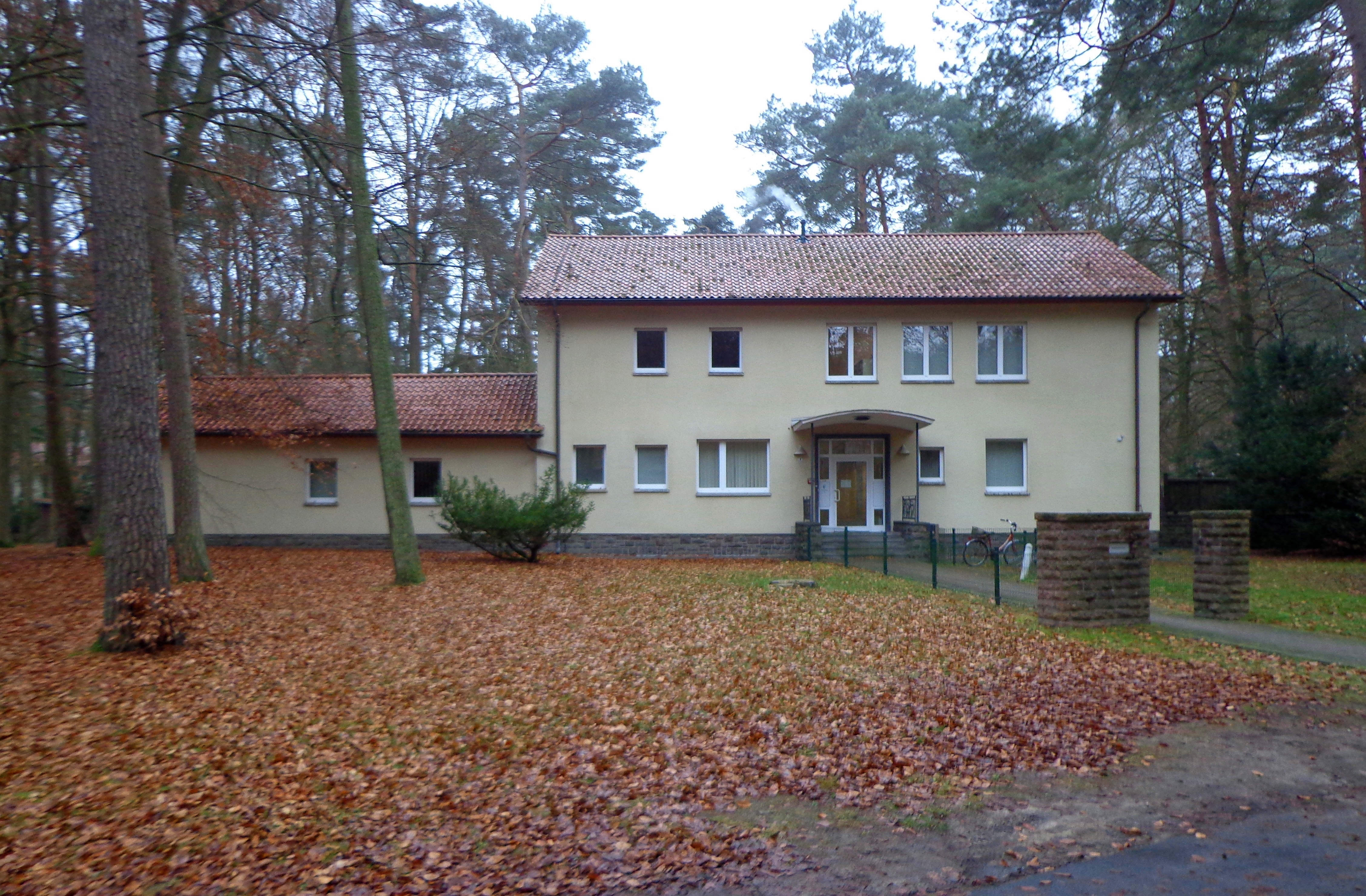
Waldsiedlung Wandlitz, das einst von Herrmann sowie Herbert Warnke bewohnte „Haus 12“

Herrmann besuchte von 1939 bis 1945 die Oberrealschule Langhans in Berlin. Er war 1938 bis 1945 Mitglied im Deutschen Jungvolk und wurde gegen Ende des Zweiten Weltkrieges als Luftwaffenhelfer eingezogen.
Bis 1949 arbeitete Herrmann bei der Berliner Zeitung und dem Start. 1948 trat er der SED bei. Von 1949 bis 1952 war er stellvertretender Chefredakteur und von 1954 bis 1960 Chefredakteur des FDJ-Zentralorgans Junge Welt. Von 1952 bis 1961 war er Mitglied des Zentralrates der FDJ.
1960 bis 1962 war Herrmann als stellvertretender Abteilungsleiter im ZK der SED, von 1962 bis 1965 als Chefredakteur der Berliner Zeitung, bis 1971 als Staatssekretär für Westdeutsche Fragen und bis 1978 als Chefredakteur des SED-Zentralorgans Neues Deutschland, tätig.
Er wurde 1967 Kandidat und 1971 Mitglied des ZK der SED, 1973 Kandidat und 1978 Mitglied des Politbüros des ZK der SED, dort seit 1979 für Medien, befreundete und Blockparteien und die Nationale Front zuständig. 1976 bis 1989 war Herrmann Sekretär des ZK der SED, nach dem Tod von Werner Lamberz ab 1978 verantwortlich für Agitation.
Als Leiter der ZK-Abteilung Agitation war es Herrmanns Aufgabe, die DDR-Presse auf die politische Linie der SED einzuschwören. Sein Apparat kontrollierte die Medien (sog. Anleitung) und war maßgeblich für deren gesteuerte Darstellung verantwortlich. Die Chefredakteure der DDR-Presse wurden dazu wöchentlich zu „Argumentationssitzungen“ in der Parteizentrale der SED einbestellt. Teilweise wurde auf diesen Sitzungen der Wortlaut von Überschriften und einzelner Formulierungen vorgegeben.
Am 17. Oktober 1989 beschloss das SED-Politbüro im Zusammenhang mit der Ablösung von Erich Honecker als Generalsekretär und Staatsratsvorsitzenden, dem Zentralkomitee auch die Entbindung von Herrmann und Günter Mittag von ihren führenden Funktionen vorzuschlagen; das ZK stimmte dem am folgenden Tag zu. Am 10. November 1989 wurde Herrmann aus dem Zentralkomitee der SED ausgeschlossen.
Schließlich wurde er am 20. Januar 1990 auch aus der Partei (inzwischen SED-PDS) ausgeschlossen.
Seine Frau Gisela Herrmann war verantwortlich für die Kulturseite der Berliner Zeitung.

## Auszeichnungen
- 1968 Orden Banner der Arbeit[6]
- 1970 Vaterländischer Verdienstorden in Gold[7]
- 1978 Karl-Marx-Orden
- 1988 Karl-Marx-Orden

## Schriften (Auswahl)
- In Wort und Tat gemeinsam für das Wohl des Volkes. Union Verlag Berlin, Berlin 1987, ISBN 3-372-00266-0.
- Gemeinsam für Sozialismus und Frieden: ausgewählte Reden und Aufsätze. Dietz-Verlag, Berlin 1988, ISBN 3-320-01074-3.
- Aus dem Bericht des Politbüros an die 8. Tagung des ZK der SED: Berichterstatter: Joachim Herrmann. Dietz-Verlag, Berlin 1989, ISBN 3-320-01444-7.